# Moron Phillip
Moron Kemoni Phillip (19 marzo 1992) è un calciatore grenadino, centrocampista del Carib Hurricane e della Nazionale grenadina.

## Carriera

### Club
Comincia a giocare in patria, al Carib Hurricane. Nel 2015 si trasferisce a Trinidad e Tobago, al Club Sando. Nel 2016 torna al Carib Hurricane.

### Nazionale
Debutta in Nazionale il 27 marzo 2011, nell'amichevole Saint Kitts e Nevis-Grenada (0-0). Ha partecipato, con la Nazionale, alla Gold Cup 2011. Mette a segno la sua prima rete con la maglia della Nazionale il 1º giugno 2016, in Grenada-Porto Rico (3-3), in cui mette a segno la rete del momentaneo 3-0.